# Iso Saarijärvi (sjö i Ruovesi, Birkaland)
Iso Saarijärvi är en sjö i kommunen Ruovesi i landskapet Birkaland i Finland. Sjön ligger 168,1 meter över havet. Arean är 67 hektar och strandlinjen är 7,14 kilometer lång. Sjön  ingår i Kumo älvs huvudavrinningsområde.   Den ligger omkring 56 km norr om Tammerfors och omkring 210 km norr om Helsingfors. 